# 아스테리오스 폴립
《아스테리오스 폴립》(Asterios Polyp)은 2009년 출간된 데이비드 마추켈리의 그래픽 소설이다. 만화를 자유자재로 다뤄 그 자체로 주제를 적극적으로 표현하고 있으며, 한국에서는 박중서 번역으로 출간되었다.

## 수상 목록
- 2010년 아이스너상 <최고의 작품>, <최고의 작가>, <최고의 레터링> 수상
- 2010년 하비상 <최고의 작품>, <최고의 스토리>, <최고의 레터링> 수상
- 2010년 LA 타임스 문학상 <최고의 그래픽노블> 수상
- 2010년 ACBD <평론 대상> 수상
- 2010년 그래픽 노블 리포터 선정 <최고의 그래픽 노블 10권>
- 2009년 아마존 선정 <최고의 그래픽 노블 10권>
- 2009년 반스앤노블 선정 <최고의 소설 10권>, <최고의 그래픽 노블 5권>
- 2009년 NPR 선정 <최고의 책 5권>, <최고의 그래픽 노블 15권>
- 2009년 AV 클럽 선정 <2000년대 최고의 그래픽 노블 25권>
- 2009년 라이브러리 저널 선정 <최고의 그래픽 노블>
- 2009년 글로브 메일 선정 <최고의 그래픽 노블 3권>